# Slávek Horák
Slávek Horák, né à Zlín (République tchèque) le 12 janvier 1975, est un réalisateur tchèque.

## Filmographie
- 2015 : Domácí péče
- 2020 : Havel (en)

## Récompenses et distinctions
- Home Care  est proposé, par la République tchèque, pour l'Oscar du meilleur film en langue étrangère en 2016, mais il n'a pas été retenu.